# Pete Sampras
Petros “Pete” Sampras (Washington, DC, 12 de agosto de 1971) é um ex-tenista profissional norte-americano. É considerado por muitos como um dos maiores jogadores de todos os tempos. Com 14 conquistas de Grand Slam, é o quarto maior vencedor de torneios desse nível, ficando atrás apenas de Roger Federer (20), Rafael Nadal (22) e Novak Djokovic (24).
Por 7 vezes venceu o tradicional torneio de Wimbledon, disputado na grama. Já seus outros 7 títulos de Grand Slam foram conquistados no piso duro, sendo que 5 no US Open e 2 no Open da Austrália. Entretanto, nenhuma vez alcançou a final do Open da França, jogado no saibro. O fato de ter sido tão eficiente nas quadras de grama e piso duro mas ineficiente nas de saibro foi devido ao seu estilo de jogo, o saque e voleio.
Sampras venceu 64 torneios profissionais da ATP na carreira e manteve-se na liderança do ranking da ATP por 286 semanas — recorde que durou quase 12 anos até ser ultrapassado por Roger Federer em 2012 —, terminando como melhor tenista do ano entre 1993 e 1998. Teve como maior rival o ex-tenista e compatriota Andre Agassi, com quem travou famosas batalhas dentro das quadras.
Em 25 de outubro de 2009, Sampras jogou uma partida-exibição contra Andre Agassi em Macau, na China, e venceu por 2 sets a 1.
Sampras é membro do International Tennis Hall of Fame desde 2007.

## Grand Slam finais

### Simples: 18 (14 títulos, 4 vices)
| Resultado | Ano  | Campeonato          | Piso  | Oponente         | Placar                             |
| --------- | ---- | ------------------- | ----- | ---------------- | ---------------------------------- |
| Campeão   | 1990 | US Open (1)         | Duro  | Andre Agassi     | 6–4, 6–3, 6–2                      |
| Vice      | 1992 | US Open             | Duro  | Stefan Edberg    | 6–3, 4–6, 6–7(5–7), 2–6            |
| Campeão   | 1993 | Wimbledon (1)       | Grama | Jim Courier      | 7–6(7–3), 7–6(8–6), 3–6, 6–3       |
| Campeão   | 1993 | US Open (2)         | Duro  | Cédric Pioline   | 6–4, 6–4, 6–3                      |
| Campeão   | 1994 | Australian Open (1) | Duro  | Todd Martin      | 7–6(7–4), 6–4, 6–4                 |
| Campeão   | 1994 | Wimbledon (2)       | Grama | Goran Ivanišević | 7–6(7–2), 7–6(7–5), 6–0            |
| Vice      | 1995 | Australian Open     | Duro  | Andre Agassi     | 6–4, 1–6, 6–7(6–8), 4–6            |
| Campeão   | 1995 | Wimbledon (3)       | Grama | Boris Becker     | 6–7(5–7), 6–2, 6–4, 6–2            |
| Campeão   | 1995 | US Open (3)         | Duro  | Andre Agassi     | 6–4, 6–3, 4–6, 7–5                 |
| Campeão   | 1996 | US Open (4)         | Duro  | Michael Chang    | 6–1, 6–4, 7–6(7–3)                 |
| Campeão   | 1997 | Australian Open (2) | Duro  | Carlos Moyá      | 6–2, 6–3, 6–3                      |
| Campeão   | 1997 | Wimbledon (4)       | Grama | Cédric Pioline   | 6–4, 6–2, 6–4                      |
| Campeão   | 1998 | Wimbledon (5)       | Grama | Goran Ivanišević | 6–7(2–7), 7–6(11–9), 6–4, 3–6, 6–2 |
| Campeão   | 1999 | Wimbledon (6)       | Grama | Andre Agassi     | 6–3, 6–4, 7–5                      |
| Campeão   | 2000 | Wimbledon (7)       | Grama | Patrick Rafter   | 6–7(10–12), 7–6(7–5), 6–4, 6–2     |
| Vice      | 2000 | US Open             | Duro  | Marat Safin      | 4–6, 3–6, 3–6                      |
| Vice      | 2001 | US Open             | Duro  | Lleyton Hewitt   | 6–7(4–7), 1–6, 1–6                 |
| Campeão   | 2002 | US Open (5)         | Duro  | Andre Agassi     | 6–3, 6–4, 5–7, 6–4                 |

## Confronto vs Tenistas da ATP
Tenistas que foram N° 1 do Mundo estão em destaque
- Andre Agassi (20–14)
- Todd Martin (18–4)
- Jim Courier (16–4)
- Michael Chang (12–8)
- Boris Becker (12–7)
- Goran Ivanišević (12–6)
- Petr Korda (12–5)
- Patrick Rafter (12–4)
- Yevgeny Kafelnikov (11–2)
- Thomas Enqvist (9–2)
- Thomas Muster (9–2)
- Jonas Bjorkman (9–1)
- Greg Rusedski (9–1)
- Cédric Pioline (9–0)
- Stefan Edberg (8–6)
- Wayne Ferreira (7–6)
- Magnus Larsson (7–4)
- Mark Philippoussis (7–3)
- Karol Kučera (7–1)
- Andrei Medvedev (6–2)
- Tim Henman (6–1)
- Guy Forget (5–4)
- Brad Gilbert (5–4)
- Tommy Haas (5–3)
- Ivan Lendl (5–3)
- Aaron Krickstein (5–1)
- Magnus Gustafsson (5–0)
- Richard Krajicek (4–6)
- Lleyton Hewitt (4–5)
- Michael Stich (4–5)
- Àlex Corretja (4–2)
- Magnus Norman (4–1)
- Marc Rosset (4–1)
- Vince Spadea (4–1)
- Marat Safin (3–4)
- Nicolas Kiefer (3–1)
- Carlos Moyá (3–1)
- Sebastien Grosjean (3–0)
- Nicolás Lapentti (3–0)
- John McEnroe (3–0)
- Sergi Bruguera (2–3)
- Henri Leconte (2–2)
- Thomas Johansson (2–1)
- Gustavo Kuerten (2–1)
- Emilio Sánchez (2–1)
- Mats Wilander (2–1)
- Guillermo Cañas (2–0)
- Jimmy Connors (2–0)
- Andrés Gómez (2–0)
- Anders Järryd (2–0)
- Alberto Mancini (2–0)
- Marcelo Rios (2–0)
- Andy Roddick (1–2)
- Carlos Costa (1–1)
- Kevin Curren (1–1)
- Mikael Pernfors (0–2)
- Roger Federer (0–1)
- Miloslav Mečíř (0–1)
- Yannick Noah (0–1)
- Jay Berger (0–1)